# ミネルバ (小惑星)
ミネルバ (93 Minerva) は、小惑星帯に位置するC型小惑星の一つ。主に炭素化合物でできており、暗い。ケレス族またはミネルバ族に含まれると考えられていたこともあるが、スペクトル分析によって違うことがわかった。
アメリカ合衆国の天文学者、ジェームズ・クレイグ・ワトソンによりミシガン州アナーバーで発見された。ローマ神話の知恵の女神ミネルウァにちなみ命名された。
1982年11月22日にフランス、スペイン、アメリカ合衆国で、2008年5月18日に九州で掩蔽が観測された。
2009年8月31日に、直径4kmと3kmの2個の衛星が発見されたことが発表された。2013年12月17日に、この衛星がAegisとGorgoneionと名付けられた事が発表された。

## 脚註
1. ↑  天文年鑑編集委員会『天文年鑑 2019年版』誠文堂新光社、2018年、164-165頁。ISBN 978-4-416-71802-5。
2. ↑  The occultation of AG+29°398 by 93 Minerva. R. L. Millis, L. H. Wasserman, E. Bowell, O. G. Franz, R. NyeW. OsbornA. Klemola
3. ↑  Observed minor planet occultation events, version of 2005 July 26
4. ↑  (93) Minerva, S/2009 (93) 1, and S/2009 (93) 2 Johnston's Archive
5. ↑  Minor Planet Circulars 85917–86284 Minor Planet Center